# La mia moto
La mia moto è il secondo album di Lorenzo Cherubini, in arte Jovanotti.
L'album raggiunse il 4° posto in classifica, e al 2014 aveva venduto circa 600 000 copie.

## Tracce
Testi e musiche di Jovanotti, Claudio Cecchetto e Michele Centonze, eccetto dove indicato.
1. Vai così (jingle) – 0:52
2. La mia moto – 4:18
3. Bella storia – 3:35
4. Cowboy – 4:22
5. Scappa con me – 2:56
6. Vasco – 4:14 (Jovanotti, Claudio Cecchetto, Michele Centonze, Luca Cersosimo)
7. Il capo della banda (1ª parte) – 1:14
8. Spacchiamoci le orecchie – 4:17
9. Stasera voglio fare una festa – 3:30
10. Ci provo gusto (e il basso pompa) – 3:47
11. Ci si skiaccia – 3:39
12. Il capo della banda – 3:49

## Formazione
- Jovanotti - voce, cori
- Maurizio Pini - chitarra
- Michele Centonze - chitarra, campionatore, tastiera
- Luca Cersosimo - programmazione, cori
- Max Cavallo - armonica a bocca (in Cowboy)
- Patrizia Di Malta - cori

## Controversie
Jovanotti portò il brano Vasco a Sanremo nel 1989. La canzone fu interpretata come un attacco a Vasco Rossi. Jovanotti, pur ammettendo che il testo faceva riferimento al cantautore modenese, ha negato di essere stato animato da intenti polemici. Tuttavia, versi come “Invece Vasco questa sera non c'è / chissà perché fratello ce l'hai con me / oh dimmi con chi sei / da un po' non ci sei mai / Vasco, tu sei noi / non ci sputtanare, dai!” sembrerebbero smentirlo. Beppe Grillo, durante il Festival, mimò quel che da buon padre di famiglia avrebbe dato a Jovanotti: uno schiaffone rieducativo sul collo di colui che rappresentava ai suoi occhi una precisa tipologia di giovani, i cosiddetti "paninari", che scimmiottavano le mode americane del momento.